# Candidula
Grasslakken (Candidula) zijn een geslacht van weekdieren uit de klasse van de Gastropoda (slakken).

## Soorten
- Candidula castriota Soós, 1924
- Candidula cavannae (Paulucci, 1881)
- Candidula codia (Bourguignat, 1860)
- Candidula conglomeratica Bodon, Cianfanelli, Chueca & Pfenninger, 2020
- Candidula lernaea Hausdorf, 1991
- Candidula rhabdotoides (A. J. Wagner, 1928)
- Candidula rugosiuscula (Michaud, 1831)
- Candidula unifasciata (Poiret, 1801) = Eenbandige grasslak

Niet geaccepteerde soorten:
- Candidula arganica (Servain, 1880) -> Zarateana arganica (Servain, 1880)
- Candidula arrabidensis G. A. Holyoak & D. T. Holyoak, 2014 -> Xeroplexa arrabidensis (G. A. Holyoak & D. T. Holyoak, 2014)
- Candidula belemensis (Servain, 1880) -> Xeroplexa belemensis (Servain, 1880)
- Candidula camporroblensis (Fez, 1944) -> Backeljaia camporroblensis (Fez, 1944)
- Candidula carrapateirensis G. A. Holyoak & D. T. Holyoak, 2014 -> Xeroplexa carrapateirensis (G. A. Holyoak & D. T. Holyoak, 2014)
- Candidula corbellai Martínez-Ortí, 2011 -> Backeljaia corbellai (Martínez-Ortí, 2011)
- Candidula coudensis G. A. Holyoak & D. T. Holyoak, 2010 -> Xeroplexa coudensis (G. A. Holyoak & D. T. Holyoak, 2010)
- Candidula fiorii (Alzona & Alzona Bisacchi, 1938) -> Xerogyra fiorii (Alzona & Alzona Bisacchi, 1938)
- Candidula gigaxii (L. Pfeiffer, 1847) -> Backeljaia gigaxii (L. Pfeiffer, 1847)
- Candidula grovesiana (Paulucci, 1881) -> Xerogyra grovesiana (Paulucci, 1881)
- Candidula intersecta (Poiret, 1801) -> Xeroplexa intersecta (Poiret, 1801)
- Candidula najerensis (Ortiz de Zárate López, 1950) -> Backeljaia najerensis (Ortiz de Zárate y López, 1950
- Candidula olisippensis (Servain, 1880) -> Xeroplexa olisippensis (Servain, 1880)
- Candidula ponsulensis D. T. Holyoak & G. A. Holyoak, 2014 -> Xeroplexa ponsulensis (D. T. Holyoak & G. A. Holyoak, 2014)
- Candidula profuga (Rossmässler, 1854) -> Cernuella cisalpina (Rossmässler, 1837)
- Candidula rocandioi (Ortiz de Zárate y López, 1950) -> Zarateana rocandioi (Ortiz de Zárate y López, 1950)
- Candidula scabiosula (Locard, 1899) -> Xeroplexa scabiosula (Locard, 1899)
- Candidula setubalensis (L. Pfeiffer, 1850) -> Xeroplexa setubalensis (L. Pfeiffer, 1850)
- Candidula spadae (Calcara, 1845) -> Xerogyra spadae (Calcara, 1845)
- Candidula strucki (Maltzan, 1886) -> Xeroplexa strucki (Maltzan, 1886)
- Candidula ultima (Mousson, 1872) -> Orexana ultima (Mousson, 1872)